# ミスジハコガメ
ミスジハコガメ（三筋箱亀、Cuora trifasciata）は、爬虫綱カメ目イシガメ科ハコガメ属に分類されるカメ。

## 分布
中華人民共和国（海南省、広東省、湖南省、福建省、広西チワン族自治区、香港）、カンボジア、ベトナム北部、ラオス（ミャンマー北部に分布する可能性もある。）

## 形態
最大甲長21センチメートル（さらに大型化する可能性もあり）。オスよりもメスの方が大型になる。背甲はやや扁平で、上から見ると卵型。椎甲板と肋甲板にあまり発達しない筋状の盛り上がり（キール）がある。後部縁甲板の外縁は尖らない。背甲の色彩は橙色や赤褐色、褐色で、キールの周辺には黒や暗褐色の縦縞が入る。腹甲は楕円形で、左右の肛甲板の間に浅い切れこみが入る。腹甲の色彩は黒や暗褐色、喉甲板と肩甲板を除いた外縁は黄色や淡黄色。
頭部はやや小型。吻端はやや突出するが、上顎の先端は鉤状に尖らない。頭部の色彩は黄色や暗黄色で、眼後部と後頭部に黒く縁取られた楕円形の褐色斑が入る。指趾には水掻きがやや発達する。四肢や尾の色彩は赤褐色や橙色。
卵は長径4-5.5センチメートル、短径2.4-3.3センチメートル。幼体は第2、第3肋甲板に細い楔形の斑紋が入るが、成長に伴い斑紋が繋がり縦縞状になる。オスは腹甲の中央部がやや凹むことがあり、左右の股甲板の間の切れこみが幅広い。メスは腹甲の中央部が平坦かやや突出する。

## 分類
分子系統学的解析ではクロハラハコガメ、コガネハコガメ、シェンシーハコガメと単系統群を形成すると考えられている。

## 生態
底質が泥で水生植物の繁茂する沼地、湿原、水田およびその周辺の森林や草原、標高50-400メートルにある水の澄んだ小型河川やその周辺などに生息する。半水棲ないし半陸棲で、陸上でも水中でも活動する。幼体は水棲傾向が強い。
食性は動物食傾向の強い雑食で、昆虫、甲殻類、巻貝、魚類、両生類の幼生、水生植物、果実などを食べる。幼いネズミを食べる例もある。水中でも陸上でも採食を行う。
繁殖形態は卵生。飼育下では春季から秋季にかけて交尾を行うが、夏季は交尾を行う事が少ない。飼育下では5-7月に1回に1-12個の卵を年に1回だけ産んだ例がある。卵は無加温で80-90日、31℃の環境下で67-68日で孵化した例がある。飼育下ではオスが生後3-5年、メスが5-7年で性成熟した例がある。

## 人間との関係
中華人民共和国では食用や薬用（癌の特効薬と信じられている）とされる。
中華人民共和国では開発による生息地の破壊、水質汚染、食用や薬用の乱獲などにより生息数は激減している。国内の生息数が激減したためベトナムなどから密輸を行い、近隣諸国でも生息数は激減している。
ペット用とされることもあり、日本にも輸入されていた。飼育下繁殖個体の幼体が少数流通する。アクアテラリウムで飼育される。飼育下では配合飼料にも餌付く。動物質のみを与えた個体は偏食して植物質や配合飼料を食べなくなることがあり、体形が崩れたり最悪の場合は命を落とすことがある。発情したオスは他個体に噛みついたり交尾を迫るため、基本的に単独で飼育する。

## 画像

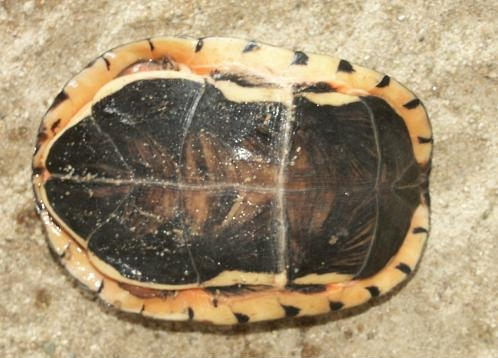
腹甲